# Václav Mařík
Václav Mařík (24. října 1898 Kladno - 9. července 1956) byl český meziválečný fotbalista, obránce.

## Fotbalová kariéra
Odchovanec SK Sparta Kladno, v československé lize hrál za SK Kladno (1925–1927) a SK Slavia Praha (1927–1929).

## Ligová bilance
| Ročník                                       | Zápasy | Góly | Klub            |
| -------------------------------------------- | ------ | ---- | --------------- |
| Středočeská 1. liga 1925/26                  | 10     | 0    | SK Kladno       |
| Kvalifikační soutěž Středočeské 1. ligy 1927 | -      | 2    | SK Kladno       |
| Středočeská 1. liga 1927/28                  | -      | 1    | SK Kladno       |
| Středočeská 1. liga 1927/28                  | -      | 1    | SK Slavia Praha |
| CELKEM                                       | -      | 4    |                 |